# Tim Maudlin
Tim Maudlin (nascut Tim William Eric Maudlin, el 23 d'abril de 1958, a Washington DC) és un filòsof nord-americà expert en filosofia de la ciència, que ha estudiat principalment els fonaments de la física, la metafísica i la lògica. Actualment treballa en un projecte de gran desenvolupament sobre l'aplicació d'una anàlisi matemàtica alternativa a les estructures topològiques. Maudlin aborda la tensió entre el teorema de Bell i la Teoria de la Relativitat.

## Biografia
Maudlin va estudiar el batxillerat al Sidwell Friends School, de Washington DC. Posteriorment va estudiar Física i Filosofia a la Universitat Yale, i Història i Filosofia de la Ciència a la Universitat Pittsburgh, on es va doctorar en aquesta matèria el 1986. Ha estat professor durant vint-i-cinc anys a la Universitat Rutgers, i des de 2010 és professor de la Universitat de Nova York. També ha estat professor visitant a la Universitat Harvard i a la Universitat Carnegie Mellon. És membre del Foundational Questions Institute, de la Academie Internationale de Philosophie des Sciences i va ser becari de la fundació Guggenheim. Des de l'any 2020 que en Tim Maudlin és professor convidat a la Universitat de la Suïssa Italiana
Tim Maudlin està casat amb Vishnya Maudlin; tenen dos fills: Clio i Maxwell.

## Publicacions

### Llibres
- Philosophy of Physics, Volume 1: "Space and Time". Princeton University Press, 2012

- The Metaphysics Within Physics. Oxford University Press, 2007

- Truth and Paradox: Solving the Riddles. Oxford University Press, 2004

- Quantum Non-Locality and Relativity: Metaphysical Intimations of Modern Physics. Oxford: Basil Blackwell, 1994; Second Edition, 2002; Third Edition, 2011